# Dmitrij Fjodorov
Dmitrij Fjodorov (russisk: Дмитрий Михайлович Фёдоров) (født 6. juli 1972 i Moskva i Sovjetunionen) er en russisk filminstruktør.

## Filmografi
- KostjaNika. Vremja leta (Костяника. Время лета, 2006)[1][2]